# Anemone vindobonensis
Anemone vindobonensis är en ranunkelväxtart som beskrevs av Günther von Mannagetta und Lërchenau Beck. Anemone vindobonensis ingår i släktet sippor, och familjen ranunkelväxter. Inga underarter finns listade i Catalogue of Life.